# XML Information Set
XML Information Set (XML Infoset) é uma especificação W3C que descreve um modelo de dados abstrato de um documento XML em termos de um conjunto de itens de informação. As definições na especificação XML Information Set se destinam a serem utilizadas em outras especificações que necessitam referir-se às informações em um documento XML bem formatado.
Um documento XML possui um conjunto de informações se estiverem bem formatadas e satisfazerem as restrições de espaço de nomes. Não há requisitos para um documento XML ser válido a fim de possuir um conjunto de informações.
Um conjunto de informações pode conter até onze tipos diferentes de itens de informação:
1. O Item de Informação do Documento (sempre presente)
2. Itens de Informação de Elementos
3. Itens de Informação de Atributos
4. Itens de Informação de Instruções de Processamento
5. Itens de Informação de Referência de Entidades Inesperadas
6. Itens de Informação de Caracteres
7. Itens de Informação de Comentários
8. Itens de Informação de Declaração de Tipo de Documento
9. Itens de Informação de Entidades Não-analisadas Sintaticamente
10. Itens de Informação de Notação
11. Itens de Informação de Espaço de Nomes

A Segunda Edição da recomendação Infoset foi adaptada em 4 de Fevereiro de 2004.

## Alteração do Infoset
A alteração do Infoset ou modificação do Infoset refere-se ao processo de modificar o Infoset durante a validação do esquema, por exemplo através da adição de atributos padrões.